# ファイティングバイパーズ
『ファイティングバイパーズ』（Fighting Vipers）は、1995年に稼働したセガの3D対戦型格闘ゲーム。開発はセガAM2研による。
操作系などは『バーチャファイター』と同様であるが、実在の格闘技を使う格闘家が闘う、という現実志向の同作と異なり、派手さやコミカルさを追求した3D格闘ゲームである。
また、本作においてはキャラクターの上半身と下半身にそれぞれ相手攻撃のダメージを緩和する「アーマー」が装備されているという特徴が挙げられる。アーマーはキャラクター・パーツ毎に耐久値が設定されており、被ダメージかガードで耐久値が減少、ゲージ点滅状態でアーマー破壊技を食らうと破損してしまい、その試合中に戻ることはない。

## ストーリー
近未来の街「アームストンシティ」。ここでは四方を壁に囲まれたリングの中で、アーマーを装着した戦士たち「バイパー」が戦うストリートファイトが人々を熱狂させていた。そのストリートファイトはアーマーが弾ける様がナッツの殻を割るのに似ていることから「ナッツクラック」と呼ばれ、ついには市が主催する格闘大会が行われることになった。バイパーたちは己の力と技の全てをかけて、その頂点を目指す。

## 作品の特徴
- キャラクター全員が上半身と下半身にアーマーを装備している。攻撃をガードするとアーマー耐久値が減少していき、耐久値がなくなった（アーマーゲージが点滅している）状態でアーマー破壊技を受けるとアーマーが破壊される。
- すべての試合は高い壁に囲まれた四角いリングで行われ、基本的にリングアウトはない（KO後にリング外に飛ばされることはある）。
- キャラクター全員が「ガード&アタック」と呼ばれるガード状態から即座に反撃する技を持つ。ガード&アタックは相手アーマー耐久値ゼロの状態へダメージを与えることによってそのアーマーを破壊できる。その他のアーマー破壊技はキャラクターごとに特有のものが設定されている。
- キャラクター全員が相手を壁方向へと強制的に走らせる投げ技を持っている。壁に激突することでダメージが入るが、壁までの距離が遠いと（一部を除いて）到達前に踏みとどまってしまいノーダメージになってしまう。壁際に追い詰めた状態や背にした状態など状況によって壁を利用した様々な技に変化する。

## シリーズ作品
- 1995年11月 - アーケード版『ファイティングバイパーズ』が稼動開始。
- 1996年5月25日、26日 - 東京都大田区産業プラザPIOで”ファイティングバイパーズ ペプシ ジャパンカップ金網デスマッチ”の決勝戦が行われた。
- 1996年8月30日 - セガサターン版『ファイティングバイパーズ』が発売開始。
- 1996年12月21日 - セガサターンで『ファイターズメガミックス』が発売。『バーチャファイター2』のキャラクターと対戦。
- 1998年3月 - アーケード版『ファイティングバイパーズ2』が稼動開始。
- 2005年4月28日 - セガエイジス2500シリーズVol.19として、PlayStation 2版『ファイティングバイパーズ』が発売。レイティングはCERO：C（15才以上対象）。
- 2012年11月28日 - MODEL2コレクションとして、PlayStation 3およびXbox 360版『ファイティングバイパーズ』が配信。レイティングはCERO：C（15才以上対象）。

## 登場キャラクター

### プレイヤーキャラクター
トキオ (TOKIO)
年齢：16歳。誕生日：4月19日。身長：175cm。体重：64kg。出身地：アームストンシティ。職業：フリーター。趣味：ゲーム（バーチャファイター）。好きな物：寿司。嫌いな物：鶏肉。
実家は歌舞伎役者。手数が多く、コンボも多彩だが、一撃あたりの攻撃力は軽い。
バン (BAHN)
年齢：17歳。誕生日：8月25日。身長185cm。体重：88kg。出身地：海の向こうの島国の西の町。職業：高校生。趣味：空手。好きな物：ラーメンライス。嫌いな物：洋食。
名前は「番長」から。圧倒的な打撃破壊力を持つ。
クロスオーバー作品『PROJECT X ZONE』にも登場。六本木にて一文字伐とタイマンをはる約束で待ち合わせしていたが、伐がゆらぎに巻き込まれてしまったため、その場にいた晶・パイと、バンが来る前に到着していた黄龍寺美依一行と同行することになる。
ラクセル (RAXEL)
年齢：18歳。誕生日：2月26日。身長：177cm。体重：54kg。出身地：アームストンシティ。職業：フリーター。趣味：バンド。好きな物：野菜。嫌いな物：肉。
ロック歌手。そのためエレキギターを武器とする。打撃、投げともにソツがない。
サンマン (SANMAN)
年齢不詳。誕生日：3月3日。身長：180cm。体重：120kg。出身地：アームストンシティ。職業：?。趣味：バイクの改造。好きな物：甘いお菓子。嫌いな物：にんにく。
「3」を愛する男で、ゆえに「3マン」と言われる。通常キャラクターのうち、最大破壊力の投げ技を使う。
ピッキー (PICKY)
年齢：14歳。誕生日：4月13日。身長：162cm。体重：50kg。出身地：アームストンシティ。職業：中学生。趣味：スケートボディ。好きな物：ポテチ&ペプシ。嫌いな物：トマト。
スケート・ボード少年。スケボーを武器としても使う。相手の股下をくぐるなどトリッキーで素早い動きが特徴。
グレイス (GRACE)
年齢：19歳。誕生日：11月17日。身長：178cm。体重：58kg。バスト：87。ウエスト：58。ヒップ：84。出身地：アームストンシティ。職業：ファッションモデル。趣味：インラインスケート。好きな物：パスタ。嫌いな物：じゃがいも。
ローラーブレイドを装備しており、長い脚を生かした回転系蹴り技を多用する。
ジェーン (JANE)
年齢：18歳。誕生日：8月18日。身長：168cm。体重：69kg。バスト：93。ウエスト：66。ヒップ：95。出身地：アームストンシティ。職業：フリーター。趣味：体を鍛えること。好きな物：ビーフステーキ。嫌いな物：なし。
軍人志望。パンチ系攻撃が得意。動きは遅めだが打撃は比較的強く、投げ技も使いやすいバランスの良いキャラクターだが、『2』ではリニューアルされた。
ハニー (Honey)
年齢：16歳。誕生日：9月3日。身長：159cm。体重：?。バスト：?。ウエスト：?。ヒップ：?。出身地：アームストンシティ。職業：学生（アパレル系専門学校）。趣味：コスプレ・衣装作り。好きな物：ストロベリーチーズケーキ・アイスクリーム。嫌いな物：にんじん。
コスプレファイター。相手の下段への攻撃を得意とする。セガサターン版では正規のコスチュームの他、隠し要素として制服、アロハなどの服装がある。
マーラー (Mahler)
年齢：20歳。誕生日：1月20日。身長：182cm。体重：72kg。出身地：アームストンシティ。職業：?。趣味：ウィンドサーフィン。好きな物：メキシコ料理。嫌いな物：シーフード。
隠しキャラクター。市政を正すために市長であるB.M.を倒そうとしている謎の男。B.M.と血縁関係があると噂されている。毒蛇のコスチュームに身を包んでいる。一撃が重く、多彩かつ強力なコンボで相手を圧倒する。『2』では通常キャラクターとして登場し、コスチュームが変更されている。
クマチャン (KUMACHAN)
年齢：10歳。身長：0 - 6m。体重：10kg。性別：-。
セガサターン版のみの隠しキャラクター。ステージの一つである閉鎖されたテーマパーク「ウエスタン村」のマスコットキャラクターである熊のぬいぐるみで、ポーズが固定されたまま宙に浮いたようなふわふわした動きをする。打撃は得意ではないが、投げが得意で、特に投げ技「スーパーワシントン条約」は、全キャラクター中最大威力である。2Pカラーではパンダの姿になり、エンディングも変更される（名前はKUMACHANのまま）。
後の『ファイターズメガミックス』の日本版ではひらがなの「くまちゃん」に改名されている。
ペプシマン (PEPSIMAN)
性別：男性。年齢、身長、体重他は全て不明。
日本のセガサターン版のみに登場する隠しキャラクター。トキオとラクセルに似た技を使う。CPU戦で一方的に負けそうになると、テーマ曲に乗って乱入してくる。その後勝利すれば使用可能。ペプシマンで勝利した場合は通常のウイナーコールではなく、ペプシマンのテーマが流れる。
セガ開催のファイティングバイパーズ全国大会の協賛社が、当時日本のペプシコーラの販売元であったペプシコ・インク社の日本法人であった関係でキャラクターとして加えられた。

### ボスキャラクター
B.M.（ビッグマーラー） (B.M.)
本シリーズの最終ボス。ゲームの舞台であるアームストンシティの市長である人物。黒い噂が絶えず、シティータワー建設時の裏金で巨万の富を得たと言われている。マーラーと似た毒蛇のコスチュームに身を包んでいる姿であるが、マーラーよりも背が高く、性能もさらに上。一撃が重く、途切れない強力なコンボで相手を圧倒する。『ファイティングバイパーズ』のセガサターン版（対戦のみ）と『2』のドリームキャスト版では自キャラクターとしても使用可能。

## ファイティングバイパーズ2
1998年3月発売。MODEL3基板を使用している。開発は前作と同じくAM2研。今井トゥーンズがリニューアルキャラクターデザインを務め、ポスターなどのイラストも描いている。
『ファイティングバイパーズ2』のクラブイベントにおいて、セガの協力によって全キャラクターの見た目と技を入れ替えることができるスペシャルバージョンのゲームをプレイすることができた。このバージョンのハニーのコスチュームはナース服である。

### 概要
基本的な内容は前作を踏まえているが、次のようなシステムが追加されている。
- 前作の上段用に加え、下段用の「ガード&アタック」が全キャラクターに用意された。
- アーマーテイクオフ、または上下アーマーがない時に一度だけ出せる特定の技で相手をKOすると「スーパーKO」となり、特殊な演出が流れ、一度に2ラウンド分勝利したことになる。
- 地上にいるときにボタン3つ同時押しで「テックガード」を行える。この状態で相手の攻撃を受けるとアーマー耐久値を減らさずガードでき、同時に相手のコンボを強制的に止めてしまう。テックガード成功直後にPまたはKボタンでガード＆アタックに類似した反撃、ボタン3つ押しで相手側面への回り込みができる。
- 投げ抜けに成功すると相手と組んだ状態になり、レバー4方向への投げ入力早押しでの投げ合戦になる。投げ返しも可能。
- 相手の同じ技を一定数ガードすると、その技に対する硬化時間が減少する（ただしコンボの途中止めと出し切りは別の技として勘定される）。

### ストーリー
前作から2年後。大会で敗北を喫した市長であるB.M.は態度を一変させ、自らの権力でナッツクラック禁止条例を施行、手先の市警を使って「バイパー狩り」を行い、バイパーたちを逮捕し排除していった。逮捕されたバイパーはシティの沖合に存在する、B.M.の豪邸がある島「監獄島」に収監され、強制労働をさせられ、また、捕まらなかったバイパーもB.M.を恐れて次々とバイパーを辞めていった。だが僅かのバイパーは弾圧に負けず、最後のバイパーとしてB.M.に戦いを挑もうとしていた。

### 新キャラクター
前作のキャラクターはクマチャン、ペプシマンを除き全て登場し、さらに以下が追加された。
エミ (Emi)
年齢：12歳。身長：153cm。体重：44kg。職業：小学生。趣味：8ビットゲーム集め。よく聴く音楽：テクノ。好きなアーティスト：Prodigy,Speed Freak
腕に電光掲示板をつけ、手足にバーニアが仕込んである半機械の大きなクマのぬいぐるみ「TEDDY MECH」を背負った女子小学生。B.M.によって監獄島にさらわれたロボット工学者の祖父を助けるためにバイパーになる。名前にセガのアーケードゲームが付いた多彩な技を使う。
チャーリー (CHARLIE)
年齢：17歳。身長：188cm。体重：67kg。職業：高校生。趣味：自転車（BMX）。よく聴く音楽：ファンク、アシッドジャズ。好きなアーティスト：Jamiroquai,Coldcut
自転車（BMX）の達人である黒人の青年で、時にはその自転車を武器として用いる。同じハイスクールに通うピッキーとは幼い頃からのライバルであり、バイパーになったのもピッキーからの対抗心に由来する。自転車でガードしたり、自転車に乗って攻撃するなど、トリッキーなキャラクター。
カーン (Kahn)
ノーマルモードで条件を満たすと、ボーナスステージに出現する隠しキャラクター。全身銀色（2Pカラーは金色）でバーチャファイターシリーズに登場するデュラルを筋骨隆々の男性でかたどったような姿をしており、使用技もほとんどがバーチャファイターシリーズのキャラクターのものになっている。プレイヤーとしてのカーンと乱入としてのカーンには性能差がある。
デルソル (DEL-SOL)
ランダムモードに稀に出現する隠しキャラクター。南米古代文明の壁画に描かれていそうな太陽をモチーフにした仮面（2Pカラーは月の仮面）をしたルチャドールをイメージしたような姿である。マーラーに酷似した技とルチャをベースにした技の2種類を使い、技を出すたびに「上段」「下段」「投げ」などと技の属性を叫ぶ（稀に嘘を言う）。

### 発売日
- 1998年3月 - アーケード版が稼動開始。
- 2001年1月18日 - ドリームキャスト版が発売開始。
- 2002年5月23日 - ドリコレ（低価格再発売版）として発売。税別2,800円。

## 関連作品
コミック
- 『ファイティングバイパーズ』(1)（石田走 アスキー 1996年12月 ISBN 978-4756112613）
- 『ファイティングバイパーズ』(2)（石田走 アスキー 1997年11月 ISBN 978-4893668707）
- 『ファイティングバイパーズ 4コマギャグバトル』（アンソロジー 光文社 1996年4月 ISBN 978-4334803230）

小説
- 『ファイティングバイパーズ クリムゾン・エンジェル』（あらいりゅうじ ホーム社 1996年9月 ISBN 978-4834250152）
- 『ファイティングバイパーズ 若きバイパーの誕生』（沖持冬 アスキー 1996年10月 ISBN 978-4893665973）

攻略本・ガイドブック
- 『アーケードゲーム必勝法スペシャル　ファイティングバイパーズ』（勁文社 1996年4月 ISBN 978-4766924640）
- 『ゲーメストムック　ファイティングバイパーズ　テクニカルマニュアル』（新声社 1996年9月 ISBN 978-4881992449）
- 『ファイティングバイパーズ2 オフィシャルガイド』（ソフトバンククリエイティブ 1998年8月 ISBN 978-4797306705）
- 『FIGHTING VIPERS 2 Skillz』（アクセラ 1998年8月 ISBN 978-4900952478）

- 『ファイティングバイパーズ セガサターンマニュアル BITING THE VIPERS/1』（アスキー 1996年9月 ISBN 978-4893665904）
- 『ファイティングバイパーズ セガサターンマニュアル BITING THE VIPERS/2』（アスキー 1996年11月 ISBN 978-4893666079）
- 『SEGASATURN MAGAZINE BOOKS ファイティングバイパーズ パーフェクトガイド』（ソフトバンククリエイティブ 1997年3月 ISBN 978-4797301458）

- 『ファミ通ファンブック ファイティングバイパーズ My sweet HONEY』（アスキー 1996年12月 ISBN 978-4893666345）

サウンドトラック
- 『ファイティングバイパーズ』（ポリドール 1996年5月25日）
- 『ファイティングバイパーズ2』（ポニーキャニオン 1998年5月20日）

CD-ROM
- 『ファイティングバイパーズ デジタルコレクション』（アスキー 1996年5月1日 ISBN 978-4756112330）

フィギュア
- 『ファイティングバイパーズ ハニー』（タカラ / 三ツ星商店 1/6ドール 赤・青の2種）
- 『ファイティングバイパーズ2 ハニー』（タカラ / 三ツ星商店 1/6ドール）
- 『ファイティングバイパーズ ハニー』（エポックカルトワークス 1/8コールドキャスト 赤・青の2種 2002年6月）
- 『SRシリーズ セガ ギャルズコレクション Part.2』（ガチャポンフィギュア ハニーのみ 通常時・脱衣時の2種）
- 『ファイティングバイパーズコレクション』（クレーンゲーム景品）
- 『SEGAゲームハード ぼくのゲームセンター Vol.2 ニューアストロシティー（ファイティングバイパーズ）』（アーケードゲーム筐体のフィギュア クレーンゲーム景品）